# Kim Kyung-uk
Kim Kyung-uk (* 1971 in Kwangju) ist ein südkoreanischer Schriftsteller.

## Leben
Gegen Ende des Kalten Krieges in den frühen neunziger Jahren verweigerte die sogenannte Neue Generation – jene Generation, die in den siebziger Jahren geboren wurde – das vorherrschende konservative Establishment und das intellektuelle Klima. Es war eine Generation, der organisierter Widerstand unbekannt war und die dafür bekannt wurde, sich in einer improvisierten Manier auszudrücken. Sie wuchs in einer Kultur des Konsums heran. Zu dieser Zeit debütierte ein Schriftsteller in seinen frühen Zwanzigern. Sein Name ist Kim Kyung-uk.
Seine erste Kurzgeschichte Außenseiter (아웃사이더), die er als Student 1993 veröffentlichte, folgt einem Ich-Erzähler, der an mehreren Haltestellen der U-Bahn in Seoul vorbeifährt und sich dabei Erinnerungen an einen Studenten, den er früher unterrichtete, ins Gedächtnis ruft. Während der Erzähler die Äußerungen anonymer Massen in der urbanen Untergrundwelt darstellt, denkt er ständig über Filmszenen und Ausschnitte aus Popmusik nach. Kims erster Roman Acropolis (아크로폴리스) schildert das Leben auf dem Universitätscampus in den frühen neunziger Jahren, als das Interesse der Studenten an weltanschaulichen Fragen plötzlich schwand. In seinen Werken verfolgt thematisiert Kim die sogenannte 1990er Generation und die Kultur, die diese Zeit beherrschte.
Kim hat nicht nur großes Interesse an Musik, er veröffentlichte ebenfalls, passend zu dieser visuellen Ära, viele Werke, die sein Interesse an Filmen und seine filmische Fantasie ausdrücken. Tatsächlich stammt der Titel seines ersten Kurzgeschichten-Sammelbandes Es gibt keinen Kaffee im Bagdad Cafe (바그다드 카페에는 커피가 없다) von der Serie Bagdad Cafe von Percy Adlon ab. Die Titelgeschichte aus dem Sammelband handelt von einem stellvertretenden Filmdirektor, der auf seiner Suche nach passenden Drehorten einer Frau begegnet. Der Titel seines Romans Morrison Hotel (모리슨 호텔) spielt auf das Album der Rockband The Doors an und seine Kurzgeschichten-Sammlungen Wer nur hat Kurt Cobain getötet? (누가 커트 코베인을 죽였는가) und Leslie Cheung ist tot? (장국영이 죽었다고) haben ihre Titel von Kurt Cobain, dem Frontman der Band Nirvana, der die neunziger Jahre symbolisiert und von dem Hongkong Filmstar Leslie Cheung. Bemerkenswert ist hierbei, dass sowohl Jim Morrison, der Sänger der Band The Doors, Kurt Cobain wie auch Leslie Cheung Selbstmord begingen.
In seinen neueren Werken bewegt sich die Fiktion von Kim weg von der Sphäre zeitgenössischer Kultur. Er veröffentlichte den Roman Der goldene Apfel (황금사과), der auf Umberto Ecos Roman Der Name der Rose basiert, und den Roman Tausendjähriges Reich (천년의 왕국), der von dem Niederländer Weltevree handelt, der 1627 an der Küste von Chosŏn strandete.

## Arbeiten

### Koreanisch

#### Sammelbände
- 바그다드 카페에는 커피가 없다 Es gibt keinen Kaffee im Bagdad Cafe (1996)
- 베티를 만나러 가다 Ich gehe Betty treffen (1999)
- 누가 커트 코베인을 죽였는가 Wer nur hat Kurt Cobain getötet? (2003)
- 장국영이 죽었다고? Leslie Cheung ist tot? (2005)
- 위험한 독서 Gefährliche Lektüre (2008)
- 신에게는 손자가 없다 Gott hat keine Enkel (2011)

#### Romane
- 아크로폴리스 Acropolis (1995)
- 모리슨 호텔 Morrison Hotel (1997)
- 황금 사과 Der goldene Apfel (2002)
- 천년의 왕국 Tausendjähriges Reich (2007)
- 동화처럼 Wie im Märchen (2010)
- 야구란 무엇인가 Was ist Baseball? (2013)

### Übersetzungen ins Deutsche
- Was? Leslie Cheung ist tot?. Edition Delta, Stuttgart 2019 (Originaltitel: 장국영이 죽었다고?, übersetzt von Hyuk-Sook Kim und Manfred Selzer), ISBN 978-3-927648-67-8.

## Auszeichnungen
- 2004: 한국일보 문학상 (Hankook Ilbo Literaturpreis)
- 2007: 현대문학상 (Hyŏndae Literaturpreis)
- 2009: 동인문학상 (Tongin Literaturpreis)
- 2016: Yi-Sang-Literaturpreis